# نوريكو ساتو
نوريكو ساتو (باليابانية: 佐藤紀子؛ بالكانا: さとう のりこ) هي مصممة رقصات التزلج على الجليد ‏ يابانية، ولدت في 26 مايو 1959 في طوكيو في اليابان.

## وصلات خارجية
- نوريكو ساتو على موقع أوليمبيديا (الإنجليزية)